# Ostrevent

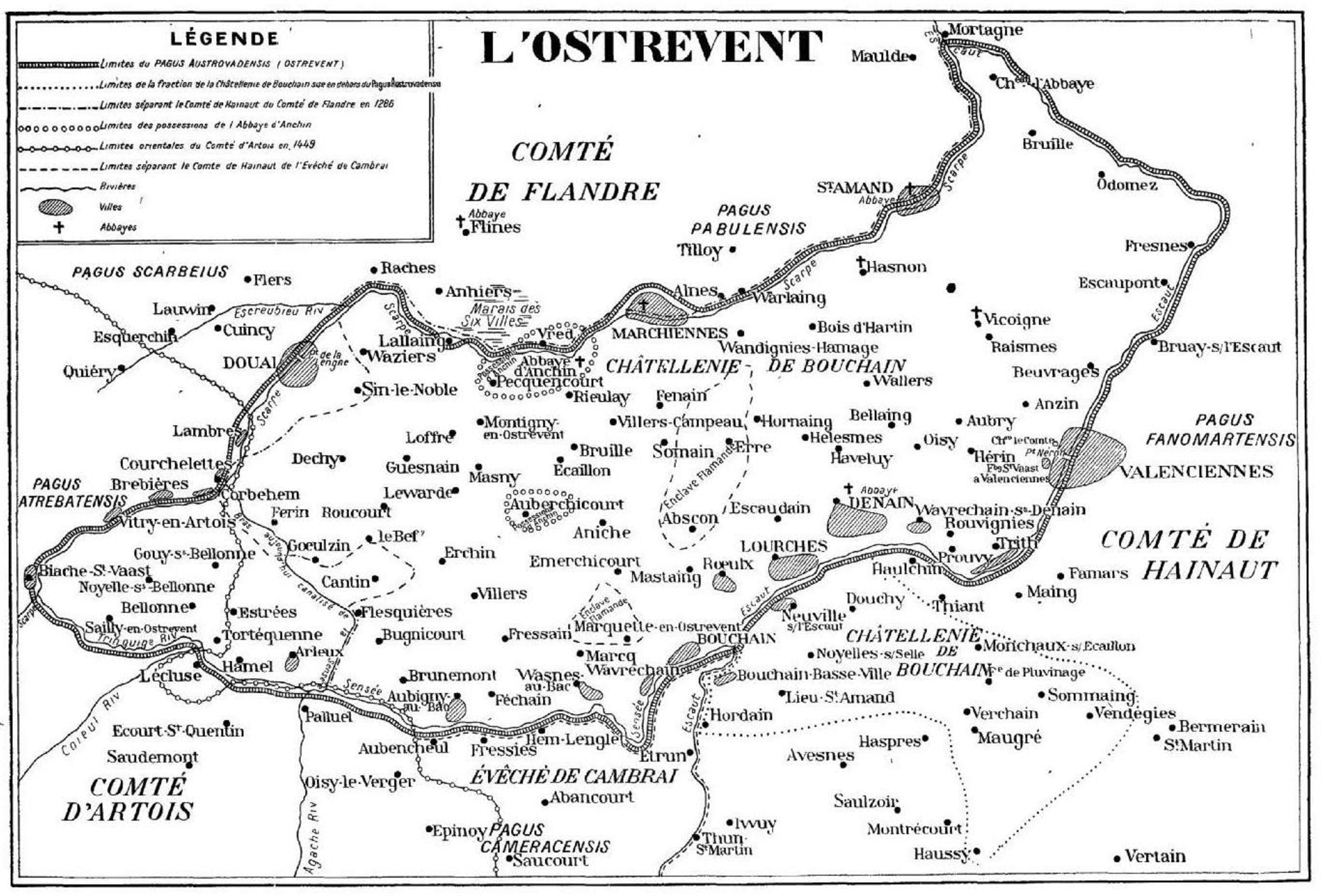
Carte de l'Ostrevant.

L'Ostrevent est un pays traditionnel du nord de la France entre la Flandre française et le Hainaut français. La graphie historique est Ostrevant, mais on trouvait aussi Austrewant et Ostrebant (en flamand Oosterbant, où bant signifie région, comme dans le Brabant).

## Situation géographique
L'Ostrevent, ou le pays d'Ostrevant, est une région située en majeure partie dans le département du Nord, mais comprenant quelques communes du Pas-de-Calais. Elle a pour frontières la Scarpe au nord, l'Escaut et la Sensée à l'est et au sud. Sa capitale est Bouchain. Le nom d'Ostrevent est resté attaché à certaines communes du Douaisis. Elle bénéficie de nombreux avantages géographiques : de grandes routes telles les nationales 45, 43 et 455 (devenues depuis, respectivement, départementales 645, 643 et  autoroute A21), ainsi que de l'A2 et de l'A26. Il s'agit d'une ancienne région minière et d'une région agricole.

## Agriculture
L'Ostrevant est une région agricole .
La surface agricole actuelle est comparable à celle du XIIIe siècle suite aux défrichements.
Au XVIIIe siècle, la progression de l'agriculture généralise la culture céréalière en Ostrevant : semis de méteil, d'orge commune,de seigle, d'épeautre et de sarrasin commun. En Ostrevant à cette même époque 1 grain semé produisait 4 à 5 grains (10 quintaux/hectare), dans le reste de la France 1 grain produisait 2,5 grains.
L'ensemble des terres labourables est divisé en 3 parties : celles des cultures d'hiver, celles des cultures de printemps et celles pour les troupeaux du village (Jachère).
Avec les prélèvements des taxes et du droit seigneurial, de la dîme et de la taille, les paysans gardent 25 % de leur récolte, donc de quoi semer les champs.
À la veille de la Révolution française, on estime qu'en Ostrevant les paysans détenaient 18 % des terres, les privilégiés (noblesse et clergé) 60 % et les bourgeois 8 %, les restes sont les biens communaux et les terres incultes.
On constate une implantation importante du clergé au détriment des paysans, les biens communaux sont importants dans les villages bordant le marais Chantraine, les Malvaux et le Grand Marais et donc les communes de Wavrechain-sous-Faulx, Wasnes-au-Bac et Bouchain (Nord).
À partir de 1850 les 35 quintaux/hectare sont franchis en Ostrevant.

### Les Fermes

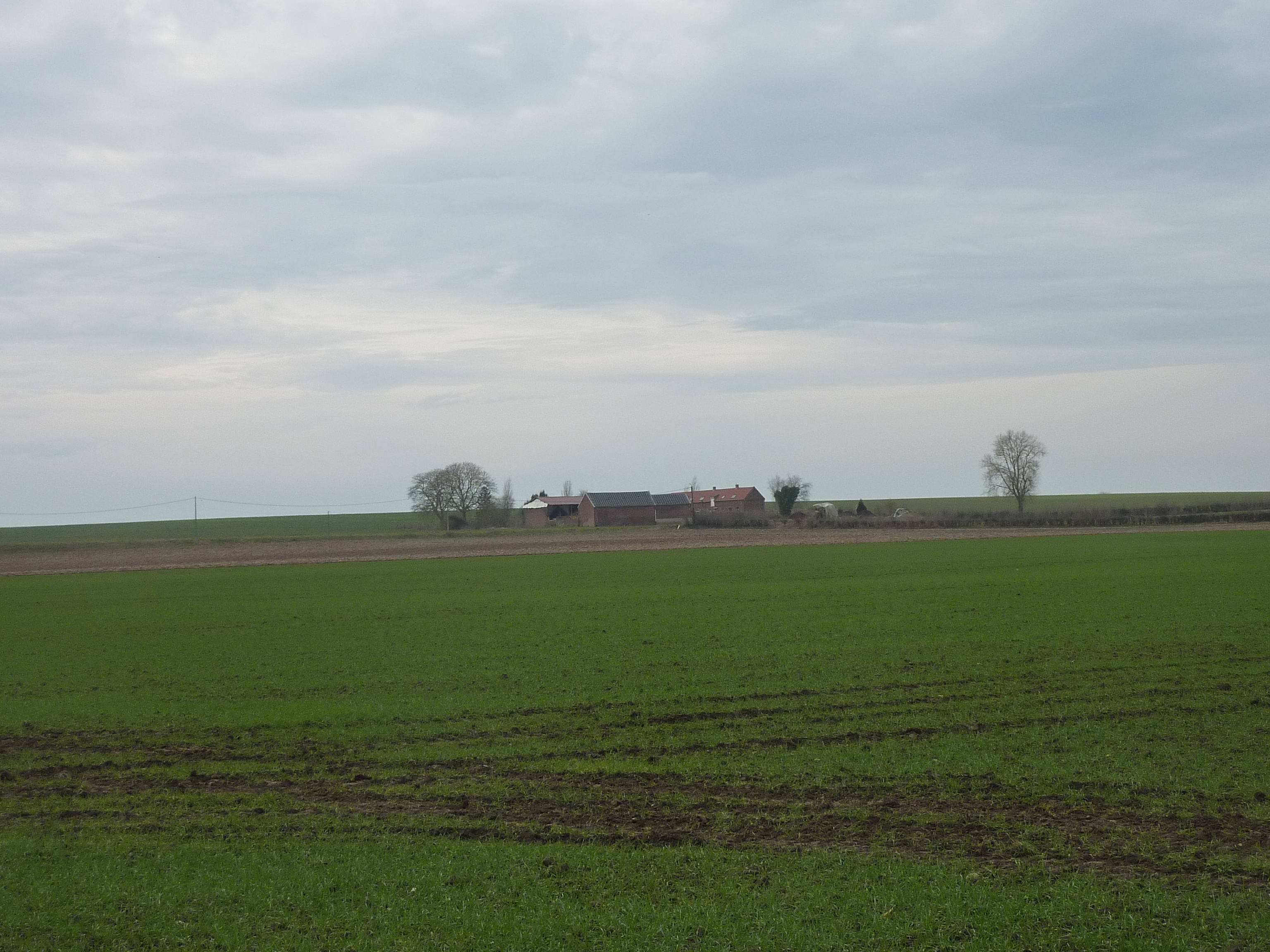
Exploitation agricole dans l'Ostrevent.

En Ostrevant les fermes sont nommées censes ; leur construction est bien ordonnée.
La grande cense se caractérise souvent par une entrée charretière en plein cintre surmontée d’un colombier. Il peut être également construit à l’intérieur du corps de ferme et sous n'importe quelle forme ou emplacement : tour ronde ou carrée, dans un bâtiment… La grande cense épouse parfaitement la forme d’un rectangle dont les côtés sont constitués par la maison d’habitation du maitre, à droite ou à gauche de l’entrée, puis les bâtiments agricoles et les logements des valets. L’ensemble est construit en pierres et couvert d’ardoises. Les sols sont dallés de pierre bleue. L’abreuvoir et la fumière occupent chacun un coin dans la cour centrale.
Les nombreuses exploitations agricoles moyennes présentent un aspect moins structuré. La forme la plus courante et visible est la bâtisse avec un toit à deux pentes, dont l’une descendant jusqu’au niveau du sol, abrite les bêtes et outils des champs, ce même bâtiment fait office de grange. Avant 1800 elle possède des murs de torchis sur un soubassement de pierres et une large couverture de chaume. Après 1800 les petites fermes sont construites en briques rouges. Le corps de bâtiment principal est perpendiculaire à la rue et les pièces d'habitation sont prolongées par les étables et écuries. La grange est au fond de la cour, face à l'entrée et parallèle à la rue.

## Histoire
Au Haut Moyen Âge, l'Ostrevent constituait un pagus (pagus Austrebantum) de la civitas des Atrébates. Ce pagus était compris entre l'Escaut et la Scarpe ; il s'avançait au sud-ouest jusqu'au Tronc-Bérenger (abbaye Saint-Nicolas d'Arrouaise). Sailly était la dernière localité de l'Ostrevent de ce côté. Il est possible que la Naville Tortue, qui se jette dans l'Escaut en amont de Bouchain, a été autrefois limite du côté du Cambrésis. Deux localités sur chacune des rives de ce ruisseau sont appelées Marcq et Marquette, mais la Sensée a été probablement considérée dans la suite comme la véritable frontière.
Sont cités dans l'Ostrevent : Bouchain siège du comté d'Ostrevent dès 880, Sailly, Noyelles-sous-Bellonne, Gouy-sous-Bellonne, Estrées, Hamel, Férin, Lambres-lez-Douai, Douai, Guesnain, Erchin, Émerchicourt, Aniche, Rieulay, Marchiennes, Hamage, Somain, Abscon, Mastaing, Rœulx, Lourches, Escaudain, Hornaing, Hélesmes, Hasnon, Wallers, Wavrechain-sous-Denain, Hérin, Anzin, Bruille.
Le pagus a ses propres comtes, ainsi on cite au VIIe siècle un certain Autbaldus et sa femme Grimoara. Leur fils Jean fonde l'abbaye de Hasnon. Au VIIIe siècle (plus précisément en 764), Adalbert, comte d'Ostrevent et son épouse Régina fondent l'Abbaye de Denain.
Les traités de Verdun (843) et de Ribemont (880) placent l'Ostrevent dans le royaume occidental.
En 853, on trouvait à la tête du pagus d'Ostrevent un comte nommé Waltcaudus, qui administrait également le pagus Atrebatensis.
Raoul de Gouy, comte d'Ostrevant, mourut en 926 ; sa mère Héluide avait épousé en secondes noces le comte Roger Ier de Laon. Roger II, leur fils fut investi avec ses frères du château de Mortagne, mais dès 931, il en fut délogé par Arnoul Ier de Flandre. Par ailleurs, un certain Ernaud, frère de Landry, s'était emparé de Douai. Hugues le Grand, auquel s'était rallié en 930 le duc de Lotharingie Gislebert, réussit, grâce à l'intervention de ce dernier, à récupérer Douai. En 931, il y installa Roger II, fils de Héluide et de Roger Ier de Laon. En 941, Roger II est évincé de Douai par Louis IV, qui rend cette place à Ernaud. Roger II mourut en 942. Ernaud fut bientôt disgracié et c'est probablement un second Raoul, fils du premier, qui lui succéda. Celui-ci tenta en 943 d'envahir le Vermandois. Il fut tué par les fils d'Héribert de Vermandois dans cette aventure. La Chronique de Waulsort (fin du XIe siècle) appelle par erreur Raoul II d'Ostrevent Cameracensis comes ; c'est de ce texte que s'est inspiré le poète Bertolai de Laon auquel la chanson de geste Raoul de Cambrai a emprunté elle-même tous ses éléments. À la mort de Raoul II, Arnoul Ier de Flandre s'empara probablement de Douai, mais le reste de l'Ostrevent conserva ses comtes particuliers,.
Les comtes de Flandre prennent possession de Valenciennes au début du XIe siècle et le rattachent à l'Ostrevent. Les comtes de Hainaut s'emparent de l'Ostrevent probablement en 1047, en même temps que Valenciennes. Il s'agissait d'un arrière-fief : il demeurait cependant des seigneurs qui s'attribuaient sur ce territoire le pouvoir comtal.
Robert le Frison céda Douai aux comtes de Hainaut (après 1081), mais cette cession ne fut que transitoire : Robert II obtint de Baudouin III de Hainaut, dont le père était mort en Orient, la restitution de cette place, moyennant certains pactes et conventions (entre 1089 et 1102). Douai et son voisinage immédiat (Sin, Masny, Lewarde, Gœulzin, Arleux-en-Palluel, Brunémont) revinrent donc à la Flandre.
Vers la fin du XIe siècle et le début du XIIe siècle, le titre de comte appartenait aux seigneurs de Ribemont en Vermandois. Ils résidaient au château de Bouchain, non loin du confluent de la Sensée et de l'Escaut. Anselme Ier de Bouchain fut tué en 1071 à la bataille de Cassel. Pendant la minorité d'Hugues d'Oisy, dont il était l'oncle maternel, il géra la châtellenie du Cambraisis. Son fils Anselme II accompagna en Palestine Robert II de Flandre et mourut en Terre sainte en 1099. Le fils d'Anselme II est le comte Godefroid. C'est lui probablement qui le premier de cette maison devint châtelain de Valenciennes. Son fils Godefroid II eut la fortune d'épouser la veuve de Baudouin III, Yolande de Gueldre, et à sa mort leurs enfants cédèrent à leur demi-frère Baudouin IV tous les droits qu'ils tenaient de leur père sur le comté d'Ostrevent et la châtellenie de Valenciennes. L'Ostrevent, d'arrière-fief était devenu fief immédiat.
Le dit de Péronne fit retourner l'Ostrevent à la Flandre, mais dès 1257, Marguerite et Gui y avaient renoncé. Depuis lors, le fils aîné du comte de Hainaut porta le titre de comte d'Ostrevent ; c'est sous ce nom qu'était connu Jean, fils de Jean II, qui fut tué en 1302 à Courtrai.
Le roi de France Philippe le Bel enleva plus tard Douai à la Flandre.
L'ancien pagus d'Ostrevant avait relevé de la France, mais l'union intime de ce territoire avec le Hainaut avait obscurci ces relations. À la fin du XIIIe siècle apparaît un différend au sujet de ses limites. La constitution d'arbitres fut vingt fois renouvelée dans le cours du XIVe siècle, mais on n'aboutit à aucune entente. Le différend portait probablement sur des localités situées sur la rive gauche de l'Escaut, telles que Saint-Amand en Pévèle. L'affaire n'était pas terminée en 1398.

## Comtes

### pagus Austrebantum
- Autbaldus (VIIe siècle)
- Adalbert (764)
- Waltcaudus (853)
- Effroy (892)
- Hucbald de Gouy (mort vers 890),
- Raoul de Gouy (mort en 926),
- Roger II (mort en 942), son frère utérin
- Raoul II (mort en 943)[5].

### Comtes d'Ostrevant
- Hugues Ier d’Ostrevant est cité en 980 ; Melleville le rapporte dans son Dictionnaire historique du département de l’Aisne, sans autre antériorité familiale. Hugues étendit son domaine à Ribemont, où son fils hérita de ses possessions et de celles d’une autre famille qui a dû s’éteindre après conquête. Parmi les représentants de celle-ci se trouve un certain Eilbert, vivant au commencement du XIe siècle. Voir la Chanson de Raoul de Cambrai dont c'est à la fois le lieu et la période.

- Anselme Ier d’Ostrevant, fils du précédent, est né avant 1050. Qualifié de comte d’Ostrevent, il est en 1070 châtelain héréditaire de Valenciennes est le seigneur des plus puissantes places fortes du comté de Vermandois, à savoir : de Ribemont (où il est Anselme II de Ribemont car le second comte de ce prénom à Ribemont [le précédent étant d'une autre famille] il est cependant le premier des comtes d'Ostrevent), de Grigny (l'actuelle Origny Sainte Benoîte)… Anselme est cité dans la « Charte et Ordonnances de la frairie de la Halle aux Draps » de 1067 à Valenciennes. L'abbaye de Saint-Amand achète à Anselme de Ribemont, très probablement aussi en 1067, la villa de Hertain, avec son église, sa maison seigneuriale et toutes ses dépendances. Il est l’oncle de Wicard de la Fontaine, Wicart a été nommé dans une charte datée de 1065 comme neveu d’Anselme de Ribemont, comte d’Ostrevant : Wicardus de Fonte Anselli nepos Arnulfi Comitis, Ancêtres du Fontaine Wicart[15] et comtes Monts de Mazin[16].

Ses charges sont d’une si haute importance pour la défense de la partie nord est du Comté de Vermandois, que l’on comprend aisément qu’il n’y était pas le premier venu, proche parent et homme de confiance, il avait certes, l’écrit Dom Fursy Baurain, des liens très particuliers entre sa famille et celle du Vermandois… (oui mais lesquels ?)
Il a deux enfants :
Anselme II d’Ostrevant, qui suit
Agnès, épouse de Gautier II de Longueville, né en 1063, décédé le 15 juillet 1102, fils de Gauthier Ier, dit Sire Giffar, et d’Agnès de Flattel. Gautier II est titré « comte de Buckingham »…
L’Ostrevant du XIe siècle est alors nettement dominé par les châtelains de Valenciennes et de Douai, qui hélas ont souvent faire face à des choix qui les dressent l’un contre l’autre. Anselme Ier combat ainsi pour sa suzeraine, la comtesse Richilde de Hainaut, en tant que chef de ses armées, contre le parent de celle-ci, le comte de Flandre Robert le Frison, alors que ce dernier se trouve soutenu par Wautier de Douai. Chef des armées de la comtesse Richilde de Hainaut, Anselme Ier d’Ostrevant périt devant Cassel, le 22 février 1071, et avec lui, la fine fleur du Hainaut. Il sera vengé en 1079 par le comte de Hainaut, Baudouin VII, sur les terres même de Denain qui verront ainsi la défaite de ce même Robert Le Frison, comte de Flandre. Cet événement est d’importance mettant en exergue les prémices d’une opposition définitive de culture et l’éclatement d’une union maintenue jusque-là par les Carolingiens entre peuples de langue flamande et wallonne. Le Hainaut, devenu comté à part entière dès le IXe siècle, se trouve alors réuni à la Flandre, provoquant alors d’incessantes guerres.
- Anselme II d'Ostrevent est le deuxième comte de ce prénom et troisième comte de Ribemont, dit parfois de Vermandois lorsqu'il remplace - à cause de ses déplacements - au comté de vermandois, son seigneur et voisin, le comte de Vermandois (qui est aussi le frère du Roi) ; Anselme est appelé Barbatus (le barbu) pendant la 1° croisade. Fils du précédent, il est après 1080 Comte d’Ostrevent, seigneur de Bouchain (Nord), de Ribemont, de Château-Porcien et de bien d’autres fiefs en Flandres, en Cambrésis et Champagne. C’est cependant un fidèle de Baudoin II, légitime héritier du Comté de Hainaut. Il ne sera connu au cours de la première croisade que sous le nom de sa terre de Ribemont ; à la suite du décès de Bauduin, il est alors l'homme de confiance et dans l'environnement immédiat du capétien Hugues de France, dit le grand, qui est Comte de Vermandois, son voisin, au sud de sa seigneurie. « Il n’y a non plus de subject de s’estonner dequoy les autheurs de l’histoire de la guerre Sainte le nomment Anselme de Ribemont ou Ribaumont, veu qu’ils estoient François, aussi bien que la principale noblesse, et le plus gros des Croisés : qui par conséquent cognoissois la ville et seigneurie de Ribemont, que non pas Bouchain ou châtelenie de Valenciennes. » Il prend pour épouse sa cousine Agnès de Roucy, fille d' Ebbles II de Montdidier, comte de Roucy et de Ramerupt et de Sibylle Guichard de la Pouille, dont il a Godefroid II Comte d’Ostrevant, châtelain de Valenciennes et seigneur de Bouchain, ainsi qu'Hugues II d’Ostrevant, dit aussi de Valenciennes : « Hugo de Valencenis ». Il reste deux lettres d'Anselme écrites de Terre sainte à Manassès de Châtillon, évêque de Reims. La première s'achève d'amère façon : « Je vous demande, à toi et à tous ceux que cette lettre atteindra, de prier Dieu pour nous et pour nos morts. Reposent en paix à Nicée : Bauduin de Gand, Gui de Vitry, Eudes de Verneuil, Hugues de Reims… Encore et encore, je vous exhorte, lecteurs de cette lettre, de prier pour nous... ». Preuve de la haute estime et confiance qui lui est faite, il est alors envoyé en ambassade à Constantinople auprès de l'empereur grec, Alexis Comnène, pour éclaircir certaines divergences entre points de vue des Francs et des Grecs, ces derniers ayant trop tendance à s'entendre avec les turcs au détriment des Francs, une fois ceux-ci passés de l'autre côté du Bosphore, sauf pour engranger les terres prises par les croisés. Rapidement, les Francs agiront pour eux par la suite... La seconde missive d’Anselme de Ribemont est datée de 1098 et traite du siège d’Antioche. Elle cite très fidèlement le siège et la prise de la ville, puis celui de la citadelle après sept mois, du 21 octobre 1097 au 3 juin 1098. Il y donne enfin des détails de la mort de Roger de Lille, dit l’Ancien : « le troisième jour, les infidèles attaquèrent le fort que nous avions élevé contre Antioche, mais ne gagnèrent rien ; cependant ils blessèrent Roger, châtelain de Lille, qui mourut de ses blessures ». Anselme de Ribemont demandait à son ami l’archevêque de Reims de ne pas l’oublier dans ses prières. Une nuit, en dormant, il fait un rêve prémonitoire et reçoit un chevalier de ses amis, tué à Marra, et celui-ci lui montre la superbe demeure qui est la sienne au paradis, lui annonçant : « On t’en prépare une, beaucoup plus belle encore, d’ici à demain… ». Au réveil Anselme demande des prêtres et se confesse ; il paie à ses serviteurs et ses compagnons d’armes ce qu’il pouvait leur devoir de leur solde. Il s’arme pour le combat et quitte sa tente. Alors qu’il s’approche des murs de la ville, une pierre lancée d’une machine le frappe à la tête, et c’est ainsi que le seigneur de Ribemont part habiter le lieu que Dieu lui a préparé. » C'était le 26 février 1099 à Archas, l'actuelle Tell Arqa au Liban.

- Hugues II d’Ostrevant, dit d’abord de Valenciennes puis dit de Denain, est le second fils d’Anselme II d’Ostrevant dit le barbu et d'Agnès de Montdidier, et le frère cadet de Godefroid II. Né lui aussi d’Ostrevant, il est certes également dit de Valenciennes, mais à la suite de la cession des possessions en Hainaut par Godefroid IV d'Ostrevant à son demi-frère Baudouin IV dit d’Edirne, comte de Hainaut. Au XVIIIe siècle, Ferdinand Ignace de Malotau, sgr de Villerode, chef du Magistrat de Valenciennes et conseiller au Parlement de Flandre de Douai, écrit ceci : « La Maison des Comtes d’Ostrevant étoit en etredez. Au Xe siècle ils étoient châtelains héréditaires de Valenciennes, seigneurs de Ribemont, de Grigny (à présent Origny Sainte Benoîte), de Bouchain et de Château Porceau dont Godefroy 3e Comte d’Ostrevant vendit ses états à Bauduin dit d’Edirne, comte d’Haÿnaut. (en fait; il était le 4e Comte d'Ostrevant). De la Maison d'Ostrevant l’on fait descendre celles d’Ittre, de Montignÿ, de Thiant, de Robersart, de Cantaing et de Neuville lez Soignÿ. Dans le XIe siècle, Hueves d’Ostrevant changea les noms et armes de la Maison pour prendre ceux de son fief de Denain, Jean son fils aisné qui est mort l’an 1202 et enterré en l’église des Dames Chanoinesses de Denain, son épitaphe ÿ est encore existante, il s’ÿ qualifie fius de Monseigneur Hueves de Denain avec sa statue taillée en marbre bleu toute armée avec l’écu antique aux armes de Denain qui sont d’or à la croix engrêlée de gueules. Estienne de Denain, second fils d’Hueves d’Ostrevant, épousa l’an 1202 Rose de Mons dame de Haÿnin fille de Gossuin de Mons et de Béatrix de Rumigny, tige des seigneurs de Haÿnin. »

- Godefroid III d’Ostrevant, dit Geoffroy de Bouchain, et aussi dit de Ribemont est le fils aîné d’Anselme III de Ribemont. Il est porte-étendard de Saint-Quentin (sous Raoul de Vermandois), châtelain de Valenciennes, seigneur de Bouchain, de Ribemont et poursuit la longue liste de dons commencée par Anselme II, son père, à la fin du XIIe siècle. Godefroid épouse en 1122 sa cousine Yolande de Wassenberg, née en 1089 à Wassenberg en Rhénanie (Prusse) , fille de Gérard de Gueldre et éventuellement de la Comtesse Clémence d'Aquitaine (ou de Poitou). Yolande est dame de Gueldre et déjà veuve de Bauduin III Comte de Hainaut, né v.1086 et décédé en 1120. Vanderkindere cite Gislebert et désigne Godefroid « viro nobile Godefrido de Bocheain castellano Valencenensi qui ex jura castellerie ostrevannum tenebat ». Godefroid III d'Ostrevent et Yolande ont deux enfants :

1. Berthe, née en 1123, dont on connaît les époux : a) Gilles de Saint Aubert, né en 1120, puis b) Othon II comte de Duras, de Montagu et de Clermont, réputé déjà mort en 1146, l’un des sept enfants de Gislebert, comte de Duras, et de Liutgarde, comtesse de Montagu et de Clermont morte en 1114, fille de Conon comte de Montagu. Berthe et Gilles ont pour enfant Yolande de Saint Aubert, née en 1145.
2. Godefroid IV d’Ostrevant, est né en 1127, décédé le 7 avril 1163. Il a eu deux enfants hélas décédés tous deux sans hoirs avant leur père. Il vend donc ses terres de Hainaut à son aîné et demi-frère, Bauduin IV dit d’Edirne, Comte de Hainaut, né v.1110, issu du premier lit de Yolande de Gueldre (nl), dame de Wassenberg ; Godefroid est décédé en novembre 1171, le 6 ou le 8 (selon les sources).

C'est ainsi qu'une grande partie de l’Ostrevant disparaît des biens de cette maison ; devenant partie intégrante du comté de Hainaut, ces terres seront l’apanage même des fils de leurs comtes (cette maison est dite cependant en etredez, qu'il faut comprendre comme une sorte d'indivision).
Le roi de France Saint Louis ne tranchera enfin qu’en 1246 et 1256 quand il attribuera la Flandre à la maison de Dampierre, enfants du second mariage de la comtesse Marguerite de Flandre dite de Constantinople, et le Hainaut à la maison d'Avesnes, ceux de son premier mariage.
La descendance de cette maison d’Ostrevent se poursuivit néanmoins, mais avec une double dépendance : on voit ainsi comment Anselme II, fils du Anselme ci-dessus, a pu être plus connu en France pour ses terres de Ribemont, alors qu’il en possède bien plus sur Bouchain, Denain et Valenciennes, terres hennuyères.
Passant aux comtes de Hainaut, le comté d'Ostrevant se retrouve ensuite dans celle de Bourgogne, puis dépend directement de Philippe IV d'Espagne et est enfin le titre repris par des descendants de Louis XIV.